# معزالدوله دیلمی
احمد دیلمی ملقب به معزالدوله و مُکَنّیٰ به ابوالحسین فرزند بویه، از امیران بوییان بود که در سال ۳۲۵ خورشیدی (۳۳۴ قمری) موفق به شکست دادن خلیفه عباسی المستکفی بالله شد.
احمد به وسیله برادرش عماد الدوله برای تسخیر کرمان که در اختیار صفاریان بود فرستاده شد.
احمد منازعه بر سر فارس را یکسره کرد و در آن رشادت‌های زیادی از خود نشان داد، و بدین وسیله اعتبار بسیاری کسب نمود. در این زمان شمال کرمان به سرعت در برابر وی سقوط کرد ولی با مقاومت قبایل قفص و بلوچ در نواحی کوهستانی کرمان(شرق و جنوب کرمان) مواجه گشت.
او به دنبال ابوعلی محمد بن الیاس به کرمان لشکر کشی کرد ابو علی الیاس دانست که معزالدوله او را تعقیب خواهد کرد و از کرمان به بم و سپس از بم به سیستان فرار کرد. هنگامی که ابوعلی محمد بن الیاس در آن منطقه سرگردان بود، معزالدوله در جیرفت به جنگ «علی کلویه»، رئیس قبایل بلوچ که متحد بزرگ ابوعلی محمدبن الیاس بودند رفت.
علی کلویه هوشیار بود و شبانه با ارتش قبیله های خود درتنگه ای میان دو کوه از هر سو علیه نظامیان معزالدوله قیام کردند و منجر به شکست سخت معزالدوله شد که در نتیجه نظامیان کشته و عده ای اسیر شدند.
در این حمله ضربات سختی به سر و گردن معزالدوله وارد شد و او دست چپ و تعدادی از انگستان دست راست خود را از دست داد و پیکرش در میان مردگان افتاد. این خبر در جیرفت چرخید و مشاور معز الدوله، كوردفير و یاران که دور تر از آنها باقی مانه بودند با شنیدن خبر همگی فرار کردند. صبح روز بعد علی کلویه دستور داد تا پیکر معزالدوله را بیابند و او را زنده یافتند.
علی کلویه پس از یافتن معزالدوله با احترام ضمن پوزش خواستن و اندوه نسبت به اتفاق راخ داده او را به جیرفت برد و به مداوای معزالدوله پرداخت.
پس از این واقعه علی کلویه در نامه ای به عمادالدوله از آنچه پيش آمد عذرخواهى كرد و اوضاع را براى او شرح داد. سپس اظهار داشت که از خود اطاعت می کند و نه آن را رها كرده و نه ترک كرده است.
سپس عمادالدوله، قاضی شیراز، ابوعباس الحنات، ابوالفضل العباس بن فسنگس با مهربانی پاسخ او را دادند و در خواست آزاد سازی گروگان ها و تجدید عهد و قرارداد را داشتند. علی بن کلویه ضمن آزاد سازی معزالدوله و اسفهدوست و بقیه اسیران لباس های آنها را عوض کرد و برایشان ابزار و خوراکی آورد.

عماد الدوله او را به فارس فرا خواند تا منتظر دستور باشد و پس از آن او را به استخر فرستاد. لشکر کشی او به کرمان موجب گردید که بنو الیاس برای همیشه اقتدار آل بویه را به رسمیت بشناسد. اما ولایات کرمان تا چند دهه بعد مستقیماً به آل بویه ملحق نشد.
در سال ۳۳۴ هجری قمری عماد الدوله احمد را برای تسخیر بغداد بدان جا فرستاد و وی موفق به تصرف بغداد گشت و خلیفه بدو لقب معز الدوله را داد همچین او جانشین واقعی امیر الامرا شد پس از آن وی در بین‌النهرین خود را در مواجهه با بریدیان دید که به بصره و واسط عقب نشسته بودند و دشمنان دیگر آل بویه حمدانیان بودند که پس از تلاشی بی‌ثمر در بیرون راندن آل بویه از بغداد به شمال بین‌النهرین عقب‌نشینی کرده بودند. معز الدوله در سال ۳۳۶ هجری قمری بریدیان را شکست داد.
مسکویه از زبان عماد الدوله نقل می‌کند: «معز الدوله و رکن الدوله در نسب با من برادرند و در پرورش پسران من اند و در قدرت یافتن برکشیدگان من اند.»
اگر چه معزالدوله در بغداد عنوان امیر الامرایی را یدک می‌کشید اما هیچ گاه ادعای امیر الامرایی کل فرمانروایی آل بویه را نکرد ولی در امور حکومتی مستقل و جداگانه رفتار می‌کرد.
معز الدوله در سال ۳۵۶ در میانه راه جنگی ، بر ضد شاهانِ مناطق باتلاقیِ بین‌النهرین در گذشت.
پس از مرگش پسرش عز الدوله دعوی امیر الامرایی کرد و اختلافی در خاندان پدیدار گشت. وی اندکی پیش از مرگ عمان را تسخیر کرد.
او در وصیت‌نامه خود به فرزندش اصرار می‌کند با ترکان با انصاف برخورد شود و سبکتگین در منصب خود نگه داشته شود. در این وصیت‌نامه از دو مسئله مبرم سخن می‌گوید یکی مربوط به سیاست آل بویه نسبت به حمدانیان و دیگری طرفداری از قبول برتری رکن الدوله برادرش و همچنین به پسرش سفارش می‌کند که احترام عضد الدوله پسر عمویش را نگاه دارد و جانب وی را رعایت کند. در دوران او حرم امامان در عراق بازسازی شد و عزاداری روز عاشورا به صورت گسترده‌تر برگزار می‌شد.